# برايان فيسر
برايان فيسر (بالإنجليزية: Brian Visser)‏ (2 يونيو 1987 إلمهورست الولايات المتحدة - ) هو لاعب كرة قدم أمريكي يلعب كحارس مرمى.